# Latinx
Latinx (inglés como /ˈlæt.n̩.'ɛks/) es un neologismo del inglés estadounidense que se utiliza para referirse a las personas de identidad cultural o étnica Hispanoamérica en Estados Unidos. El sufijo de género neutro ⟨-x⟩ sustituye a la terminación ⟨-o/-a⟩ de Latino y Latina propias del género gramatical en español. Su plural es Latinxs. Las palabras utilizadas con fines similares son Latin@, Latine y simplemente Latin. Otros neologismos de género neutro relacionados son chicanx y xicanx.
El término apareció por primera vez en Internet alrededor de 2004 y desde entonces ha sido utilizado en las redes sociales por activistas, estudiantes y académicos que buscan defender a las personas no binarias y genderqueer. Las encuestas realizadas a hispanos y latinos estadounidenses han revelado que la gran mayoría prefiere otros términos como hispano y latina/latino para describirse a sí mismos, y que sólo el 2-3% utiliza Latinx. Una encuesta realizada en 2020 por el Pew Research Center reveló que aproximadamente tres cuartas partes de los latinos estadounidenses no conocían el término Latinx; de los que lo conocían, el 33% (es decir, alrededor del 8% de todos los latinos de EE. UU.) dijo que debería utilizarse para describir su grupo racial o étnico, mientras que el 65% dijo que no debería utilizarse.
Los críticos afirman que el término no sigue la gramática tradicional, es difícil de pronunciar y es irrespetuoso con el español convencional; el manual de estilo de la Real Academia Española no reconoce el sufijo -x. Tanto los partidarios como los detractores han citado el imperialismo lingüístico como razón para apoyar u oponerse al uso del término. Miembros demócratas de las bancadas afrodescendientes y puertorriqueñas presentaron una legislación para prohibir su uso en documentos gubernamentales, citando la apropiación cultural por parte de americanizadores que desfiguran la lengua española.

## Uso y pronunciación
Latinx es un término para una identidad de grupo que se utiliza para describir a las personas de Estados Unidos que tienen raíces latinoamericanas. Otros nombres para esta categoría social incluyen hispano, latino, latina/o, latine y latin@. Otro término es simplemente "latin", que por sí mismo es de género neutro, y se puede expresar en plural como "latins". Latinx se utiliza como una alternativa al género binario inherente a formulaciones como Latina/o y Latin@, y es utilizado por y para cualquier persona de ascendencia latinoamericana que no se identifique como hombre o mujer, o más ampliamente como un término de género neutro para ellos.
Las pronunciaciones de Latinx documentadas en diccionarios incluyen  /ləˈtiːnɛks, læ-, lɑː-, -nəks, ˈlætɪnɛks/ lə-TEE-neks, la(h)-, -nəks, LAT-in-eks. Se han descrito otras variantes reescritas ad hoc como "Latins", "La-tinks" o "Latin-equis". Los editores de Merriam-Webster escriben que "lo más probable es que se tuviera muy poco en cuenta cómo debía pronunciarse [Latinx] cuando se creó".

## Controversia social y apropiación cultural
Latinx es considerado por bastantes grupos de personas hispanohablantes como un término racista o de apropiación cultural, debido a sus orígenes como una palabra impuesta por grupos no hispanohablantes interfiriendo en las reglas lingüísticas y culturales del idioma español y su cultura, velando por la integración de reglas más propias del inglés que de la lengua española.[cita requerida]
Muchos grupos desaconsejan el uso de este término a que directamente promueve la no visualización de las mujeres en campos en los que históricamente se han tenido problemas en la representación femenina.
No son pocos los grupos que han expresado el rechazo de esta palabra y recomiendan el uso correcto para referirse a grupos de orígenes hispanohablantes como "latinos o "hispanos" al seguir correctamente las reglas de neutralidad en el lenguaje. Usando como argumento principal que los principales promotores de la palabra latinx son grupos no hispanos generalmente del habla inglesa, no teniendo un objetivo de uso como una integración en el idioma inglés debido a que en ese idioma el uso correcto sería latins, sino como una interferencia de estos grupos al alterar la pronunciación y escritura de la palabra en español.[cita requerida]

## Historia

### Orígenes
Los primeros registros del término Latinx aparecen en el siglo XXI, pero no hay certeza en cuanto a su primera aparición. Según Google Trends, fue visto por primera vez en línea en 2004, y apareció por primera vez en la literatura académica alrededor de 2013 "en una publicación periódica psicológica puertorriqueña para desafiar los binarios de género codificados en el idioma español." Por el contrario, se ha afirmado que el uso del término "comenzó en salas de chat en línea y listservs en la década de 1990" y que su primera aparición en la literatura académica fue en el volumen de otoño de 2004 de la revista Feministas Unidas. En EE. UU. se utilizó por primera vez en círculos activistas y LGBT como una forma de ampliar los intentos anteriores de formas inclusivas de género del masculino gramatical Latino, como Latino/a y Latin@. Entre 2004 y 2014, Latinx no alcanzó un amplio uso o atención.
El uso de la x para ampliar el lenguaje se remonta a la palabra Chicano, a la que se añadió una x al principio de la palabra, convirtiéndola en Xicano. Los estudiosos han identificado este cambio como parte del movimiento para empoderar a las personas de origen mexicano en EE. UU. y también como un medio para enfatizar que los orígenes de la letra X y el término chicano están vinculados a la lengua indígena náhuatl. La x también se ha añadido al final del término chicano, convirtiéndolo en chicanx. Un ejemplo de esto ocurrió en la Universidad de Columbia, donde los estudiantes cambiaron el nombre de su grupo estudiantil de "Chicano Caucus" a "Chicanx Caucus". Más tarde, la Universidad de Columbia cambió el nombre del Mes de la Herencia Latina por el de Mes de la Herencia Hispana Latinx. Salinas y Lozano (2017) afirman que el término está influenciado por las comunidades indígenas mexicanas que tienen un rol de tercer género, como Juchitán de Zaragoza, Oaxaca. El término a menudo se refiere específicamente a las personas LGBT o a los jóvenes. Brian Latimer, un productor de MSNBC que se identifica como no binario, dice que la aplicación del término "muestra una división generacional en la comunidad hispana". En 2016, un periódico estudiantil describió el término como "barriendo a través de los campus universitarios de la nación con la intención de crear inclusión mientras que inadvertidamente enfrenta a los miembros de la comunidad latina en una guerra cultural". Recibió un uso más amplio después del tiroteo en el club nocturno Pulse en 2016.

### Conciencia pública y uso
A partir de 2018, el término Latinx se utilizó casi exclusivamente en los Estados Unidos. Manuel Vargas escribe que las personas de América Latina normalmente no pensarían en sí mismas usando el término a menos que residan en los Estados Unidos. El término se agregó al diccionario de inglés Merriam-Webster en 2018, ya que continuó creciendo en popularidad en los Estados Unidos, y al Oxford English Dictionary en 2019.
Jeffrey Herlihy-Mera escribe que en Puerto Rico, el "cambio hacia x en referencia a las personas ya ha ocurrido" en entornos académicos limitados y "para muchos profesores [en el departamento de humanidades de la Universidad de Puerto Rico] hermanx y niñx y sus equivalentes han sido el estándar ... durante años". Está claro que el enfoque inclusivo de sustantivos y adjetivos es cada vez más común, y aunque puede que en algún momento se convierta en la tendencia predominante, en la actualidad no existe un control prescriptivo hacia ninguna de las dos sintaxis".
Mucha gente empezó a ser más consciente del término en el mes siguiente al tiroteo en el club nocturno de Orlando en junio de 2016; Google Trends muestra que las búsquedas de este término aumentaron mucho en este periodo. Un uso similar de 'x' en el término Mx. puede haber sido una influencia o modelo para el desarrollo de Latinx.
En la Universidad de Princeton se fundó en 2016 la Latinx Perspective Organization para "unificar a la diversa comunidad Latinx de Princeton" y varias organizaciones dirigidas por estudiantes en otras instituciones han utilizado la palabra en su título.
El término aparece en los títulos de libros académicos en el contexto de los estudios LGBT, estudios de retórica y composición, y estudios de historietas.
El 26 de junio de 2019, durante el primer debate presidencial del Partido Demócrata de 2020, la palabra fue utilizada por la candidata presidencial Elizabeth Warren, que no es hispana ni latina, lo que USA Today calificó como "uno de los usos de más alto perfil del término desde su concepción".
Una encuesta de 2019 (con un margen de error del 5%) reveló que el 2% de los residentes estadounidenses de ascendencia latinoamericana en Estados Unidos utilizan Latinx, incluido el 3% de las personas de entre 18 y 34 años; el resto prefería otros términos. "Ningún encuestado mayor de [edad] 50 años seleccionó el término", mientras que en general "el 3% de las mujeres y el 1% de los hombres seleccionaron el término como su identificador étnico preferido".
Una encuesta realizada en 2020 por el Pew Research Center reveló que sólo el 23% de los adultos estadounidenses que se autoidentificaban como hispanos o latinos habían oído hablar del término Latinx. De ellos, el 65% dijo que el término Latinx no debería utilizarse para describirlos, y la mayoría prefería términos como hispano o latino. Mientras que el 33% restante de los adultos hispanos de EE. UU. que habían oído el término Latinx dijo que podría utilizarse para describir a la comunidad, sólo el 10% de ese subgrupo lo prefería a los términos hispano o latino. El término preferido tanto entre los hispanos que han oído el término como entre los que no lo han oído fue hispano, con un 50% y un 64% respectivamente. Latino fue el segundo término preferido con un 31% y un 29% respectivamente. Sólo el 3% se autoidentificó como Latinx en esa encuesta.
Un estudio de 2020 basado en entrevistas con 34 estudiantes latinx/a/o de EE. UU. descubrió que "perciben la educación superior como un espacio privilegiado en el que utilizan el término Latinx. Una vez que regresan a sus comunidades, no utilizan el término".
Una encuesta de Gallup de 2021 preguntó a los hispanoamericanos sobre su preferencia entre los términos "hispano", "latino" y "latinx". El 57% dijo que no importaba, y el 4% eligió Latinx. En una pregunta de seguimiento en la que se les preguntó por qué término se inclinaban, el 5% eligió Latinx.
Una encuesta realizada en 2021 por la empresa demócrata de divulgación hispana Bendixen & Amandi International reveló que sólo el 2% de los encuestados se definen a sí mismos como Latinx, mientras que el 68% se autodenominan "hispanos" y el 21% prefieren "latinos" o "latinas" para describir su origen étnico. Además, el 40% de los encuestados afirmó que Latinx les molesta u ofende en cierta medida y el 30% dijo que sería menos probable que apoyaran a un político u organización que utilizara el término.
La Liga de Ciudadanos Latinoamericanos Unidos decidió eliminar el término de su comunicación oficial en 2021.

### En la literatura y el mundo académico
Latinx se ha convertido en un término de uso común entre los activistas de la educación superior y los medios de comunicación populares que tratan de defender a las personas que se encuentran en la frontera de la identidad de género.  Herlihy-Mera denomina a Latinx como "un reconocimiento de la naturaleza excluyente de nuestras instituciones, de las deficiencias en las estructuras lingüísticas existentes y del lenguaje como agente de cambio social", diciendo: "El gesto hacia la interseccionalidad lingüística se deriva de un sufijo dotado de una intersección literal-x." Algunos comentaristas, como Ed Morales, profesor de la Universidad de Columbia y autor del libro de 2018 Latinx: The New Force in American Politics and Culture, asocian el término con las ideas de Gloria Anzaldúa, una feminista chicana. Morales escribe que "la negativa a ajustarse a los binarios de género masculino/femenino" es paralela a "la negativa a ajustarse a un binario racial".
Scharrón-del Río y Aja (2015) han rastreado el uso de Latinx por los autores Beatriz Llenín Figueroa, Jaime Géliga Quiñones, Yuderkys Espinosa Miñoso y Adriana Gallegos Dextre. El término también ha sido discutido en investigaciones académicas por el teórico cultural Ilan Stavans sobre el spanglish y por Frederick Luis Aldama y Christopher González sobre los superhéroes latinos en los cómics convencionales y las novelas gráficas latinas como Estados Unidos de Banana. El término y el concepto de Latinx también es explorado por Antonio Pastrana Jr, Juan Battle y Angelique Harris sobre temas LBGTQ+. Valdés también utiliza el término en la investigación sobre las perspectivas de los negros sobre Latinx.
Un análisis de 2020 descubrió que "las organizaciones profesionales de colegios comunitarios no han adoptado el término Latinx, ni siquiera las organizaciones con una misión centrada en Latinx/a/o", aunque algunas revistas académicas y disertaciones sobre colegios comunitarios lo utilizaban.

### En política
Algunos republicanos argumentan que la palabra es un producto del "wokeismo" liberal, mientras que algunos demócratas argumentan que desfigura la lengua española y es un acto de apropiación cultural.
En enero de 2023, la gobernadora republicana de Arkansas, Sarah Huckabee Sanders, emitió la Orden Ejecutiva para Respetar a la Comunidad Latina Eliminando las Palabras Culturalmente Insensibles del Uso Oficial en el Gobierno, prohibiendo el uso de Latinx en las comunicaciones oficiales del gobierno de Arkansas.
En febrero de 2023, un grupo de legisladores hispanos de Connecticut, incluidos cinco demócratas, propusieron una prohibición similar en los documentos oficiales del estado, calificando el término de ofensivo para los hispanohablantes. El representante estatal Geraldo Reyes Jr., que presentó la medida, calificó el término de "ofensivo e innecesario".

### Orígenes
Los primeros registros del término Latinx aparecen en el siglo XXI, pero no hay certeza en cuanto a su primera aparición. Según Google Trends, fue visto por primera vez en línea en 2004, y apareció por primera vez en la literatura académica alrededor de 2013 "en una publicación periódica psicológica puertorriqueña para desafiar los binarios de género codificados en el idioma español." Por el contrario, se ha afirmado que el uso del término "comenzó en salas de chat en línea y listservs en la década de 1990" y que su primera aparición en la literatura académica fue en el volumen de otoño de 2004 de la revista Feministas Unidas. En EE. UU. se utilizó por primera vez en círculos activistas y LGBT como una forma de ampliar los intentos anteriores de formas inclusivas de género del masculino gramatical Latino, como Latino/a y Latin@. Entre 2004 y 2014, Latinx no alcanzó un amplio uso o atención.
El uso de la x para ampliar el lenguaje se remonta a la palabra Chicano, a la que se añadió una x al principio de la palabra, convirtiéndola en Xicano. Los estudiosos han identificado este cambio como parte del movimiento para empoderar a las personas de origen mexicano en EE. UU. y también como un medio para enfatizar que los orígenes de la letra X y el término chicano están vinculados a la lengua indígena náhuatl. La x también se ha añadido al final del término chicano, convirtiéndolo en chicanx. Un ejemplo de esto ocurrió en la Universidad de Columbia, donde los estudiantes cambiaron el nombre de su grupo estudiantil de "Chicano Caucus" a "Chicanx Caucus". Más tarde, la Universidad de Columbia cambió el nombre del Mes de la Herencia Latina por el de Mes de la Herencia Hispana Latinx. Salinas y Lozano (2017) afirman que el término está influenciado por las comunidades indígenas mexicanas que tienen un rol de tercer género, como Juchitán de Zaragoza, Oaxaca. El término a menudo se refiere específicamente a las personas LGBT o a los jóvenes. Brian Latimer, un productor de MSNBC que se identifica como no binario, dice que la aplicación del término "muestra una división generacional en la comunidad hispana".: 60  En 2016, un periódico estudiantil describió el término como "barriendo a través de los campus universitarios de la nación con la intención de crear inclusión mientras que inadvertidamente enfrenta a los miembros de la comunidad latina en una guerra cultural". Recibió un uso más amplio después del tiroteo en el club nocturno Pulse en 2016.

### Conciencia pública y uso
A partir de 2018, el término Latinx se utilizó casi exclusivamente en los Estados Unidos. Manuel Vargas escribe que las personas de América Latina normalmente no pensarían en sí mismas usando el término a menos que residan en los Estados Unidos. El término se agregó al diccionario de inglés Merriam-Webster en 2018, ya que continuó creciendo en popularidad en los Estados Unidos, y al Oxford English Dictionary en 2019.
Jeffrey Herlihy-Mera escribe que en Puerto Rico, el "cambio hacia x en referencia a las personas ya ha ocurrido" en entornos académicos limitados y "para muchos profesores [en el departamento de humanidades de la Universidad de Puerto Rico] hermanx y niñx y sus equivalentes han sido el estándar ... durante años". Está claro que el enfoque inclusivo de sustantivos y adjetivos es cada vez más común, y aunque puede que en algún momento se convierta en la tendencia predominante, en la actualidad no existe un control prescriptivo hacia ninguna de las dos sintaxis".
Mucha gente empezó a ser más consciente del término en el mes siguiente al tiroteo en el club nocturno de Orlando en junio de 2016; Google Trends muestra que las búsquedas de este término aumentaron mucho en este periodo.: 60  Un uso similar de 'x' en el término Mx. puede haber sido una influencia o modelo para el desarrollo de Latinx.
En la Universidad de Princeton se fundó en 2016 la Latinx Perspective Organization para "unificar a la diversa comunidad Latinx de Princeton" y varias organizaciones dirigidas por estudiantes en otras instituciones han utilizado la palabra en su título.
El término aparece en los títulos de libros académicos en el contexto de los estudios LGBT, estudios de retórica y composición, y estudios de historietas.
El 26 de junio de 2019, durante el primer debate presidencial del Partido Demócrata de 2020, la palabra fue utilizada por la candidata presidencial Elizabeth Warren, que no es hispana ni latina, lo que USA Today calificó como "uno de los usos de más alto perfil del término desde su concepción".
Una encuesta de 2019 (con un margen de error del 5%) reveló que el 2% de los residentes estadounidenses de ascendencia latinoamericana en Estados Unidos utilizan Latinx, incluido el 3% de las personas de entre 18 y 34 años; el resto prefería otros términos. "Ningún encuestado mayor de [edad] 50 años seleccionó el término", mientras que en general "el 3% de las mujeres y el 1% de los hombres seleccionaron el término como su identificador étnico preferido".
Una encuesta realizada en 2020 por el Pew Research Center reveló que sólo el 23% de los adultos estadounidenses que se autoidentificaban como hispanos o latinos habían oído hablar del término Latinx. De ellos, el 65% dijo que el término Latinx no debería utilizarse para describirlos, y la mayoría prefería términos como hispano o latino. Mientras que el 33% restante de los adultos hispanos de EE. UU. que habían oído el término Latinx dijo que podría utilizarse para describir a la comunidad, sólo el 10% de ese subgrupo lo prefería a los términos hispano o latino. El término preferido tanto entre los hispanos que han oído el término como entre los que no lo han oído fue hispano, con un 50% y un 64% respectivamente. Latino fue el segundo término preferido con un 31% y un 29% respectivamente. Sólo el 3% se autoidentificó como Latinx en esa encuesta.
Un estudio de 2020 basado en entrevistas con 34 estudiantes latinx/a/o de EE. UU. descubrió que "perciben la educación superior como un espacio privilegiado en el que utilizan el término Latinx. Una vez que regresan a sus comunidades, no utilizan el término".
Una encuesta de Gallup de 2021 preguntó a los hispanoamericanos sobre su preferencia entre los términos "hispano", "latino" y "latinx". El 57% dijo que no importaba, y el 4% eligió Latinx. En una pregunta de seguimiento en la que se les preguntó por qué término se inclinaban, el 5% eligió Latinx.
Una encuesta realizada en 2021 por la empresa demócrata de divulgación hispana Bendixen & Amandi International reveló que sólo el 2% de los encuestados se definen a sí mismos como Latinx, mientras que el 68% se autodenominan "hispanos" y el 21% prefieren "latinos" o "latinas" para describir su origen étnico. Además, el 40% de los encuestados afirmó que Latinx les molesta u ofende en cierta medida y el 30% dijo que sería menos probable que apoyaran a un político u organización que utilizara el término.
La Liga de Ciudadanos Latinoamericanos Unidos decidió eliminar el término de su comunicación oficial en 2021.

### En la literatura y el mundo académico
Latinx se ha convertido en un término de uso común entre los activistas de la educación superior y los medios de comunicación populares que tratan de defender a las personas que se encuentran en la frontera de la identidad de género. Herlihy-Mera denomina a Latinx como "un reconocimiento de la naturaleza excluyente de nuestras instituciones, de las deficiencias en las estructuras lingüísticas existentes y del lenguaje como agente de cambio social", diciendo: "El gesto hacia la interseccionalidad lingüística se deriva de un sufijo dotado de una intersección literal-x." Algunos comentaristas, como Ed Morales, profesor de la Universidad de Columbia y autor del libro de 2018 Latinx: The New Force in American Politics and Culture, asocian el término con las ideas de Gloria Anzaldúa, una feminista chicana. Morales escribe que "la negativa a ajustarse a los binarios de género masculino/femenino" es paralela a "la negativa a ajustarse a un binario racial".: 61 
Scharrón-del Río y Aja (2015) han rastreado el uso de Latinx por los autores Beatriz Llenín Figueroa, Jaime Géliga Quiñones, Yuderkys Espinosa Miñoso y Adriana Gallegos Dextre. El término también ha sido discutido en investigaciones académicas por el teórico cultural Ilan Stavans sobre el spanglish y por Frederick Luis Aldama y Christopher González sobre los superhéroes latinos en los cómics convencionales y las novelas gráficas latinas como Estados Unidos de Banana. El término y el concepto de Latinx también es explorado por Antonio Pastrana Jr, Juan Battle y Angelique Harris sobre temas LBGTQ+. Valdés también utiliza el término en la investigación sobre las perspectivas de los negros sobre Latinx.
Un análisis de 2020 descubrió que "las organizaciones profesionales de colegios comunitarios no han adoptado el término Latinx, ni siquiera las organizaciones con una misión centrada en Latinx/a/o", aunque algunas revistas académicas y disertaciones sobre colegios comunitarios lo utilizaban.

### En política
Algunos republicanos argumentan que la palabra es un producto del "wokeismo" liberal, mientras que algunos demócratas argumentan que desfigura la lengua española y es un acto de apropiación cultural.
En enero de 2023, la gobernadora republicana de Arkansas, Sarah Huckabee Sanders, emitió la Orden Ejecutiva para Respetar a la Comunidad Latina Eliminando las Palabras Culturalmente Insensibles del Uso Oficial en el Gobierno, prohibiendo el uso de Latinx en las comunicaciones oficiales del gobierno de Arkansas.
En febrero de 2023, un grupo de legisladores hispanos de Connecticut, incluidos cinco demócratas, propusieron una prohibición similar en los documentos oficiales del estado, calificando el término de ofensivo para los hispanohablantes. El representante estatal Geraldo Reyes Jr., que presentó la medida, calificó el término de "ofensivo e innecesario".

## Recepción

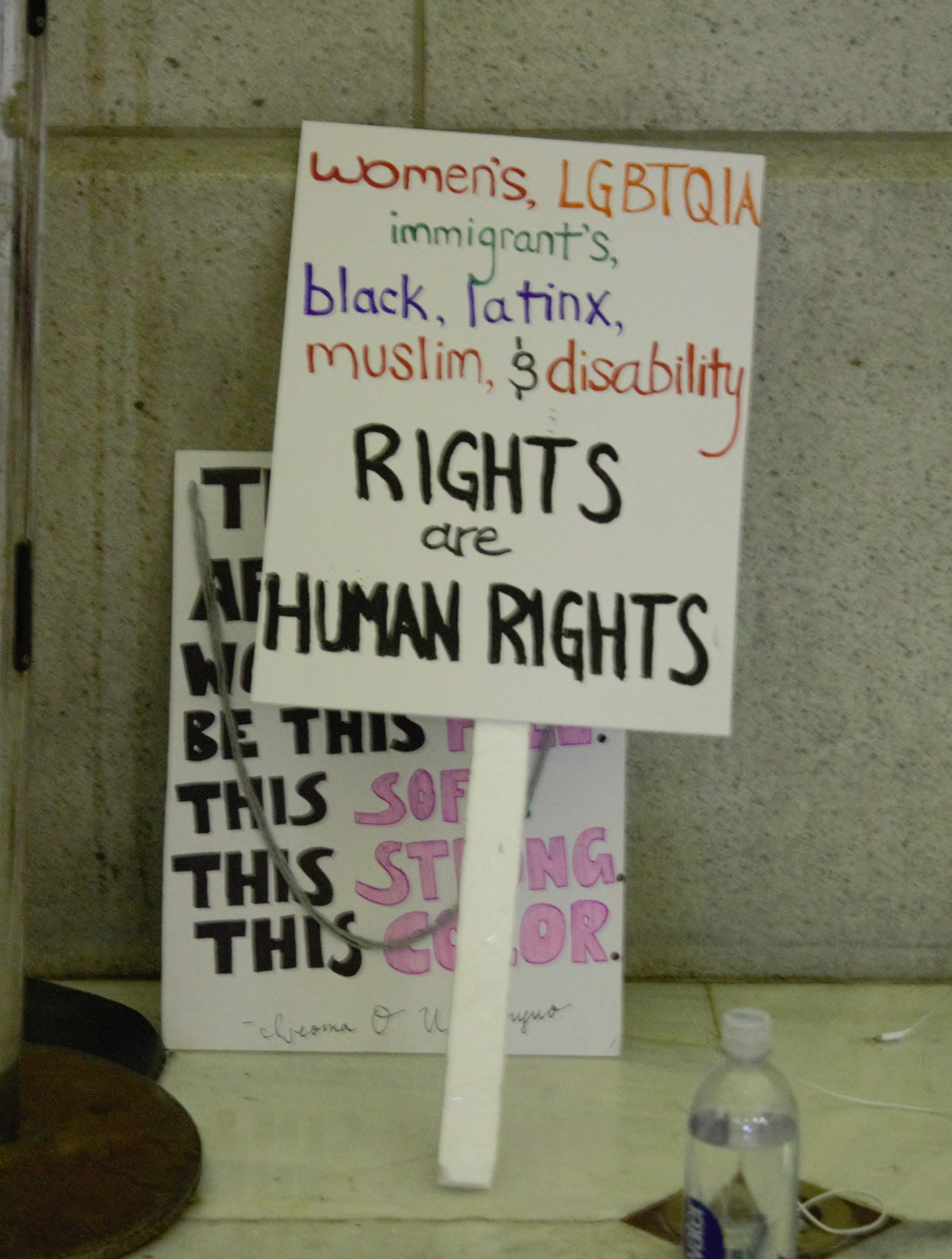
Cartel en la Marcha de las Mujeres en Washington. El cartel indica: "Los derechos de las mujeres, LGBTQIA, de los inmigrantes, de los negros, de los latinx, de los musulmanes y de los discapacitados son derechos humanos".

Latinx ha sido objeto de controversia. El imperialismo lingüístico se ha utilizado como base tanto de crítica como de apoyo.
En 2018, la Real Academia Española rechazó el uso de -x y -e como alternativas de género neutro a la terminación masculina colectiva -o, en un manual de estilo publicado junto con la Asociación de Academias de la Lengua Española (ASALE). Sobre esta decisión, Darío Villanueva, director de la RAE, dijo: "El problema es que estamos confundiendo gramática con machismo". Según HuffPost, algunos se niegan a utilizar el término alegando que Latinx es difícil de pronunciar en la lengua española.
Las lingüistas Janet M. Fuller y Jennifer Leeman afirman que algunas personas rechazan el uso de Latinx para referirse a las personas independientemente de su género porque lo consideran un término de talla única que borra la diversidad, prefiriendo cambiar entre -o/-a/-x cuando se refieren a individuos específicos. Quienes se oponen al término en su totalidad han argumentado que la -x es artificial, impronunciable, una imposición de las normas inglesas al español o demasiado de moda.
Algunos latinos no binarios cuya lengua materna no es el inglés también han criticado el término basándose en que se dirige más a los latinoamericanos que dominan el inglés y pueden pronunciar la terminación -x con facilidad, ignorando las alternativas de género neutro ya empleadas por los activistas latinoamericanos, como la -e.
El estratega cultural Henry Cadena menciona en un artículo publicado por Manomagazine que las cifras muestran ahora que el término Latinx ha evolucionado hasta convertirse en un término ofensivo y que algunos incluso lo califican de insulto racial.
El lingüista John McWhorter sostiene que, a diferencia de otros neologismos como afroamericano, latinx no se ha convertido en mainstream a partir de 2019 porque el problema de género implícito que pretende resolver es más una preocupación de la intelligentsia que de la "persona común y corriente".
Matthew Yglesias de Vox, discutiendo las victorias de Donald Trump entre los votantes hispanos en las elecciones presidenciales de Estados Unidos en 2020, declaró que para los demócratas, mientras que otros factores jugaron un papel más importante, el término "es, si no otra cosa, un síntoma del problema, que es una tendencia a privilegiar los conceptos académicos y las innovaciones lingüísticas en el tratamiento de las preocupaciones de justicia social." Dice que "[e]l mensaje del término... es que todo el sistema gramatical de la lengua española es problemático, lo que en cualquier otro contexto los progresistas reconocerían como un mensaje alienante e insensible." El congresista demócrata Rubén Gallego, que representa a un distrito hispano de Arizona de clase trabajadora, aconseja a los demócratas que no utilicen el término. Los miembros del Caucus Hispano del Congreso dudan en utilizar el término hasta que el uso siga evolucionando para hacerlo más común, según el representante de California Raúl Ruiz.
Según HuffPost, "muchos detractores del término han sugerido que el uso de un sustantivo sin género como Latinx es una falta de respeto a la lengua española y algunos incluso han llamado al término 'una forma flagrante de imperialismo lingüístico'". En defensa del uso del término frente a las críticas que argumentan imperialismo lingüístico, los profesores del Brooklyn College María R. Scharrón-del Río y Alan A. Aja argumentan que la propia lengua española es una forma de imperialismo lingüístico para los latinoamericanos.
Otro argumento contra Latinx es que "borra los movimientos feministas de los años setenta" que lucharon por el uso de la palabra Latina para representar a las mujeres, según George Cadava, director del programa de Estudios Latinos y Latinas de la Universidad Northwestern.
Hector Luis Alamo, en un artículo para Latino Rebels, describió este término como un "arrasamiento del español". En un artículo publicado en 2015 por el medio de comunicación como parte de un debate sobre el término, Alamo escribió: "Si eliminamos Latino por Latinx porque ofende a algunas personas, entonces deberíamos seguir eliminando palabras para siempre, ya que siempre habrá algunas personas que encuentren ofensivas algunas palabras".
La profesora de la Universidad Estatal Wayne Nicole Trujillo-Pagán ha argumentado que el sesgo patriarcal se reproduce en el lenguaje ostensiblemente "neutral de género" y declaró: "Menos claro en el debate (como se ha desarrollado desde entonces) es cómo el reemplazo silencia y borra las luchas de larga data para reconocer el significado de la diferencia de género y la violencia sexual."
Una Encuesta Nacional de Latinos de 2019 encontró que solo el 3 por ciento de los hispano-latinos han usado alguna vez "Latinx" para describirse a sí mismos. La Liga de Ciudadanos Latinoamericanos Unidos anunció en 2021 que dejaría de usar el término en sus comunicaciones oficiales, calificándolo de "muy poco querido" por casi todos los latinos.

## Términos similares
También han surgido formas similares de género neutro. Uno de estos términos es Latin@, que combina la forma escrita de las terminaciones ⟨-a⟩ y ⟨-o⟩. Términos similares incluyen Chicanx y la variante ortográfica Xicanx.
Latine (plural: Latines) como término de género neutro es menos frecuente que Latinx dentro de los EE. UU., aunque lo contrario es cierto en todo el mundo de habla hispana. En los EE. UU., "Latine" surgió del uso de la terminación ⟨-e⟩ por parte de los hablantes genderqueer; formas similares incluyen amigue y elle. En Argentina, los esfuerzos para aumentar la neutralidad de género en español han utilizado ambos géneros gramaticales juntos, así como las terminaciones ⟨-@⟩ y ⟨-x⟩. Según The New York Times, la terminación ⟨-e⟩ se ha adoptado más porque es más fácil de pronunciar.
En portugués, el uso de Latino(a), con paréntesis, es preferible a Latino/a, con barra oblicua.

## Lectura adicional
- Ayala, Laz (8 de noviembre de 2020). «Don't call me Latinx, I'm a Latin American». Mail Tribune (en inglés). Medford, Oregon.
- Berastaín, Pierre (31 de agosto de 2017). «Should organizations use Latin@ or Latinx?». National Latin@ Network (en inglés). Casa de Esperanza. Archivado desde el original el 7 de febrero de 2021. Consultado el 22 de septiembre de 2023.
- Fountain, Sasha M. (24 de septiembre de 2016). «What is Latinx and AfroLatinx?». Medium (en inglés).
- Guerra, Gilbert; Orbea, Gilbert (19 de noviembre de 2015). «The argument against the use of the term 'Latinx'». The Phoenix (en inglés). Consultado el 1 de julio de 2019.
- Meraji, Shereen Marisol (11 de agosto de 2020). «'Hispanic,' 'Latino,' or 'Latinx'? Survey Says...». Code Switch (en inglés) (NPR).
- Morales, Ed (2018). Latinx: The New Force in American Politics and Culture (en inglés). London: Verso. ISBN 978-1-7847-8319-8.
- Padilla, Yesenia (16 de abril de 2016). «What does 'Latinx' mean? A look at the term that's challenging gender norms». Complex (en inglés).

- Datos: Q30324002
- Multimedia: Latinx / Q30324002